# Moldávia nos Jogos Olímpicos de Verão de 2016
Moldávia participou dos Jogos Olímpicos de Verão de 2016, que foram realizados na cidade do Rio de Janeiro, no Brasil, entre os dias 5 e 21 de agosto de 2016.
O atleta Serghei Tarnovschi ganhou a medalha de bronze na Canoagem de velocidade - Canoa individual C1 1000 metros maculinono dia 16 de agosto de 2016 com o tempo de 4:00.852. No dia 18 de agosto foi suspenso depois de ser pego em um exame de Doping.  